# Kosiłka
Kosiłka (bułg. Косилка) – wieś w Bułgarii, w obwodzie Gabrowo, w gminie Drjanowo. Miejscowość jest wyludniała.